# Нурмурадов, Бегли Дорткулиевич
Бегли Дорткулиевич Нурмурадов (туркм. Begli Dortgulyyewic Nurmyradow; 27 мая 1981) — туркменский футболист, полузащитник. Выступал за сборную Туркменистана.

## Биография
В начале карьеры выступал за «Каракум» (Туркменабад), в его составе в 2002 году стал бронзовым призёром чемпионата Туркменистана и обладателем Кубка страны. В 2004 году перешёл в столичный МТТУ, с этим клубом становился чемпионом (2005, 2006, 2009) и серебряным призёром (2007, 2008) чемпионата, обладателем (2006) и финалистом (2008) национального Кубка. В финале Кубка Туркменистана 2006 года против «Копетдага» реализовал один из послематчевых пенальти. В составе МТТУ участвовал в матчах азиатских кубковых турниров, в 2010 году стал полуфиналистом Кубка президента АФК, в том же сезоне стал полуфиналистом Кубка Содружества. В конце карьеры выступал за «Ахал».
14 апреля 2009 года дебютировал в национальной сборной Туркменистана в матче отборочного турнира Кубка Азии против Мальдив. 21 февраля 2010 года забил свой первый гол за сборную, принеся победу (1:0) над Киргизией в решающем матче за выход из группы на Кубке вызова АФК. Со своей командой стал финалистом Кубка вызова АФК 2010 года, сыграв на турнире 4 матча и забив один гол. Всего провёл за сборную в 2009—2010 годах 6 матчей и забил один гол.